# シベリア鉄道
シベリア鉄道（シベリアてつどう、露: Транссибирская магистраль）は、ロシア連邦のシベリアとヨーロッパロシアを東西に横断する鉄道。全長は9,297キロメートルで、世界一長い鉄道である。これとは別に、第二シベリア鉄道（バイカル・アムール鉄道、バム鉄道）もある。
ロシア帝国時代に建設され、2022年時点では会社形態のロシア鉄道により運営されている。

## 概要

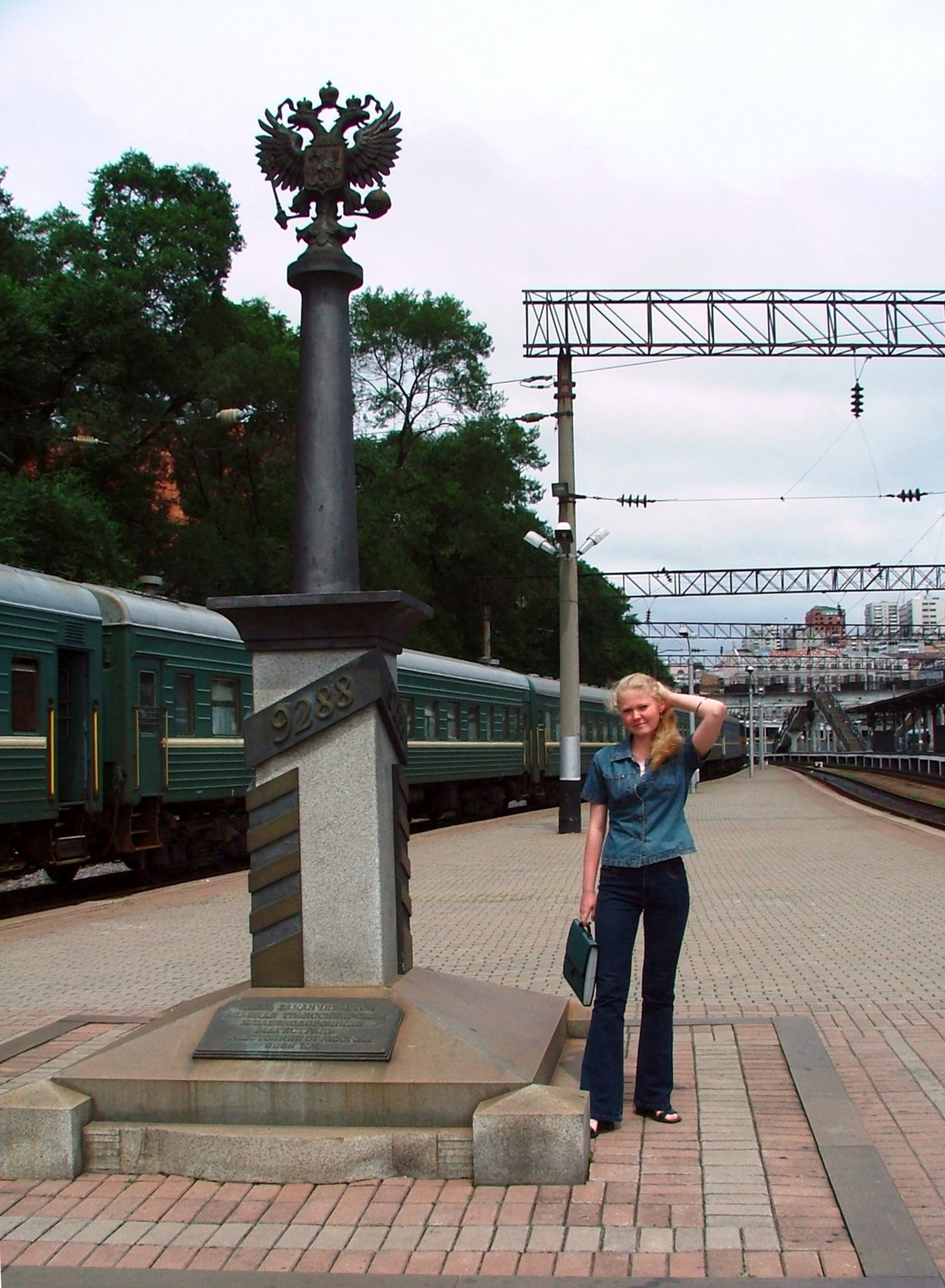
9,288kmポスト（ウラジオストク駅）

ヨーロッパロシアに位置する首都モスクワから、ロシア連邦東部のウラジオストクまでを繋ぐ鉄道である。正確にはロシア連邦中南部に位置するチェリャビンスク州のチェリャビンスクからシベリア南東部の沿海州にある日本海岸のウラジオストクまでの7,416kmの区間を指すが、一般的にはその他の路線も含めたモスクワ - ウラジオストク間9,289kmを指すことが多い。「ロシア号」はモスクワのヤロスラフスキー駅を出発し、ウラジオストク駅まで約7日間をかけて走破する。
民間航空会社の日本とヨーロッパを結ぶ定期便が就航した1950年代初頭までは、欧亜連絡運輸において、最速の民間交通路であった。
モスクワからシベリア（オムスク駅）までのルートは幾度か変更されており、2000年代以降は南寄りのモスクワ - ウラジーミル - ニジニ・ノヴゴロド - キーロフ - ペルミ - エカテリンブルク - チュメニ - オムスクの路線が使われる。従来はモスクワから北東へ向かうモスクワ - ヤロスラヴリ - キーロフ - ペルミ - エカテリンブルク経由の路線を使っていた。さらに南寄りのモスクワ - ムーロム - カナシ - カザン - エカテリンブルクの路線、モスクワ - リャザン - ペンザ - サマーラ - ウファ - チェリャビンスク - ペトロパブル（カザフスタン領） - オムスクを経由する路線もありうる。特にサマーラやチェリャビンスクを経由する路線は開業当初のシベリア鉄道のメインルートでもあった。
ロシア語では、モスクワ - ウラジオストクを結ぶ本線（広義のシベリア鉄道）を "Транссибирская магистраль"「シベリア鉄道」 と呼ぶほか、モンゴル国のウランバートル経由で中華人民共和国の北京まで結ぶ路線を "Трансмонгольская железная дорога"「モンゴル縦貫鉄道」 、中華人民共和国東北部経由で北京まで結ぶ路線を "Китайско-Восточная железная дорога" 「東清鉄道」と呼ぶのが通例である。以上3つが更に広義のシベリア鉄道である。
後に、第二シベリア鉄道と呼ばれるバイカル・アムール鉄道（バム鉄道）が建設された。バム鉄道の西の始点はシベリア鉄道との分岐点イルクーツク州タイシェトであり、東は日本海に面したワニノを通りソヴィエツカヤ・ガヴァニの港へ至る。シベリア鉄道はバイカル湖の南を通るが、バム鉄道は北を通る。
中華人民共和国と北朝鮮、モンゴルとの直通運転がある。

## 歴史

### 計画まで

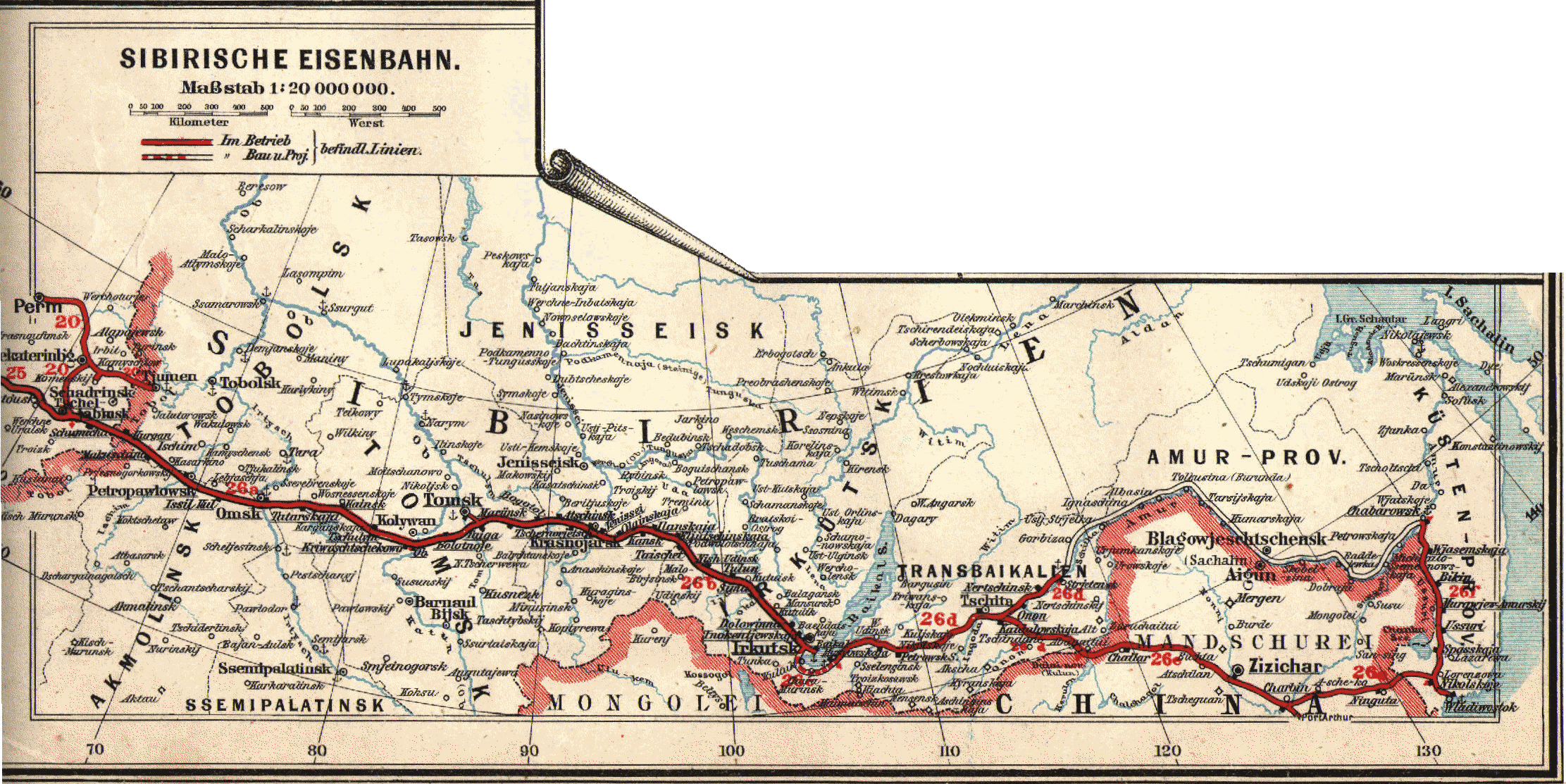
シベリア鉄道の地図（1897年当時の路線、ドイツで出版されたもの）。

シベリアに鉄道を建設する案は、ロシア帝国でモスクワ・サンクトペテルブルク鉄道が完成した後の1850年代に既に生まれている。

#### 1850年代
シベリア鉄道の計画は1850年から始まり、その初期段階は1860年代まで続く。
ニコライ・ムラヴィヨフ＝アムールスキーは、1850年に黒竜江（アムール川）河口を占拠。その後、遠征の功を挙げると、韃靼海峡のカストリ湾とアムール江岬のソフィウィスクとを連結する馬車道を建設しようとした。しかし、これは果たせずに終わった。また、同時にイギリス人技師ダンはニジニ・ノヴゴロドよりカザン及びペルムを経て、太平洋岸の一港に達する馬車道建設を発議したが、政府は耳を傾けなかった。同年、アメリカ人コリンズはアムール鉄道株式会社を設立し、イルクーツク - チタ間に鉄道を敷設する請願を出したが、精密な調査の後に廃棄された。
その他計画、請願は多数に登ったものの、いずれも実行に移されることはなかった。しかし、その中で優れたものとしては、1862年のココレフ会社が計画したボルガ川・オビ川間の線路――ペルムよりニジニ・タギルを経てチュメニに達するものがあった。

#### 1860 - 1870年代
こうした頓挫にもかかわらず、1860年 - 1870年代は重要な進展を見せた。
1864年のヴャトカ飢饉の救済法を視察するため、1866年に同地方へ派遣されたコロテル・バグダノウィッチが任務を大体終えた3月23日、内務大臣に電報を送り、「将来、ウラル地方の飢饉を防御する唯一確実の方法は、内地よりエカテリンブルクへ、エカテリンブルクよりチュメニへ鉄道を敷設することにあります。このような線は、将来シベリアを貫き中国境に達するに及び、軍事上及び貿易上最大重要のものとなるでしょう」と述べた。この報告はいくらかの注意を引くことになった。
貿易家リウビモフは、1869年にペルムよりクングル、エカテリンブルク及びシャドリンスクを経て、ウルガンの北49ベルスタのビエルーゼンスク村までを実測し、報告した。また、西シベリア総督クルシヨフは同年、ツァーリ（ロシア皇帝）に意見書を提出し、シベリア連結鉄道速成の必要を論じ、ニジニ・ノヴゴロドよりカザンを経て、チュメニに至る線の近いことを説明した。
こうして、三つの計画案である、バグダノウィッチの北方線路、リウビモフの中央線路、クルシヨフの南方線路が生じ、政府内においてもその実現に向けての議論が始まった。
政府においては議論の末、約700ベルスタの線路によってカマ川とトボル川とを連結することは可能とし、特別に委員を選定し、ウラル地方に派遣した。委員はウラル鉱業の利益とシベリア貿易の利益の両立を計量の基礎とすることを当初の指針としていたが、両立の不可能なことをみてとり、後者を排して前者を優先することとなった。
やがて政府は1872年に渡る測量の後、三幹線を計画した。すなわち、
1. キテシュマ - ヴャトカ - ペルム - エカテンリンブルク 933ベルスタ
2. ニジニ - カザン - クラスヌ - フィムスク - エカテリンブルク 1172ベルスタ
3. アラチル - ウファ - チェリャビンスク 1173ベルスタ

また、審査委員会は1875年において、ニジニ・ノヴゴロドよりボルガ川岸に沿い、カザン、エカテリンブルク及びチュメニに達する線路を採択した。こうしてシベリア鉄道の計画は着々と推移していたが、チュメニを過ぎてシベリアまで延長するアムールスキーの案はいまだ停滞し、1875年、ウラジオストクよりハンカ湖に至る鉄道敷設の請願が出、政府もその必要性は認めたものの、財政の考慮から実行には至らなかった。
その間にも、本土の鉄道は随時拡張され、1877年にはオレンブルク鉄道、1878年にウラル鉄道が完成した。

#### 1880年代
1880年、ロシア皇帝アレクサンドル2世の記念工事であるボルガ大鉄橋が完成され、またエカテリンブルク・チュメニ間の工事が着工された。エアテリンブルク - チュメニ間の鉄道はボルガ川とオビ川の水運を連結させるものであり、このため、もしオビ・エニセイ運河が完成されるなら、ボルガ川の水運はオビ川・エニセイ川と連なり、バイカル湖へ達することになる。この水路の活用を見込んだ時、シベリア横断鉄道の工事は実現に明らかな展望が生じた。かくして、鉄道により水路を連結し、鉄道と水路を併用する計画が生まれた。
まず、第一に挙げねばならないのは、1880年の始めのオストロスキ技師の設計である。「現時の状態においては、ベルム - トボリスク間の鉄道によりカマ川とイルチシュ川とを繋ぎ、オムスク - バルナウル間鉄道によりイルチシュ川とオビ川を繋ぎ、トムスク - クラスノヤルスク間鉄道によりオビ川とエニセイ川を繋ぎ、かくして水路と鉄道を繋げる事によって廉価に交通を開発、しかる後にその輸送力をもって全通鉄道の工事に着手する事」が、大体その要点であった。
次いで、オビ川・エニセイ川間の測量を終えたシデルスチル技師は、これに更に水路を活用すべきことを述べ、「オビ・エニセイ運河の開発の後、アンガラ川下部の急流を治水する事で、チュメニからバイカル湖までの5000リベスタの長水路を開く。バイカルから湖畔に沿ってスレテンスクに至る道のりには950リベスタがあるが、最初の150はバイカルの湖水とセレンガ川の川水を用いて、中間の450は幾多の小流があるためにアレースク湖からタンシンスクへ向かうヤブロノヴォイ山地に18リベスタの鉄道を敷設するのみで事足りる、残り350はインゴダ川及びシルカ川の両流を用いる事により、ボルガより太平洋岸に至る貫通シベリア大水路を作る事」を主張した。
これらを皮切りに、路線選択に関わる様々な計画案が出始めた。シベリアの二人の提督、コルフとイグナチフもこの流れに乗り、イムスク - イルクーツク間鉄道及びバイカル・ストレンスク間鉄道の設計案を提出。次いで、ウラジオストクよりラズトロノエ・ニコラスコエ・アヌチノを経て、ブス・ボストへ至る線路の設計案が提出された。しかしながら、シベリア鉄道の建設の実行方法の選定には重要な問題があり、これらは実行に移されなかったものの、ウスリー線を第一に敷設することは決定された。これに伴い、太平洋側の線路の起点はウラジオストクであることも決定された。
問題は西方の起点であった。この時、本土の東方の終点は3点、即ち、北のチュメニ、中央のミアス、南のオレンブルクであり、このいずれかを選択しなければならなかった。この選択は、1890年の委員会に託された。

#### 1890 - 1891年

南シベリアの都市とシベリア鉄道本線の位置関係

当時、隆盛の水路併設鉄道案はチュメニを起点とするものだった。それはおおよそ次のようなものである。

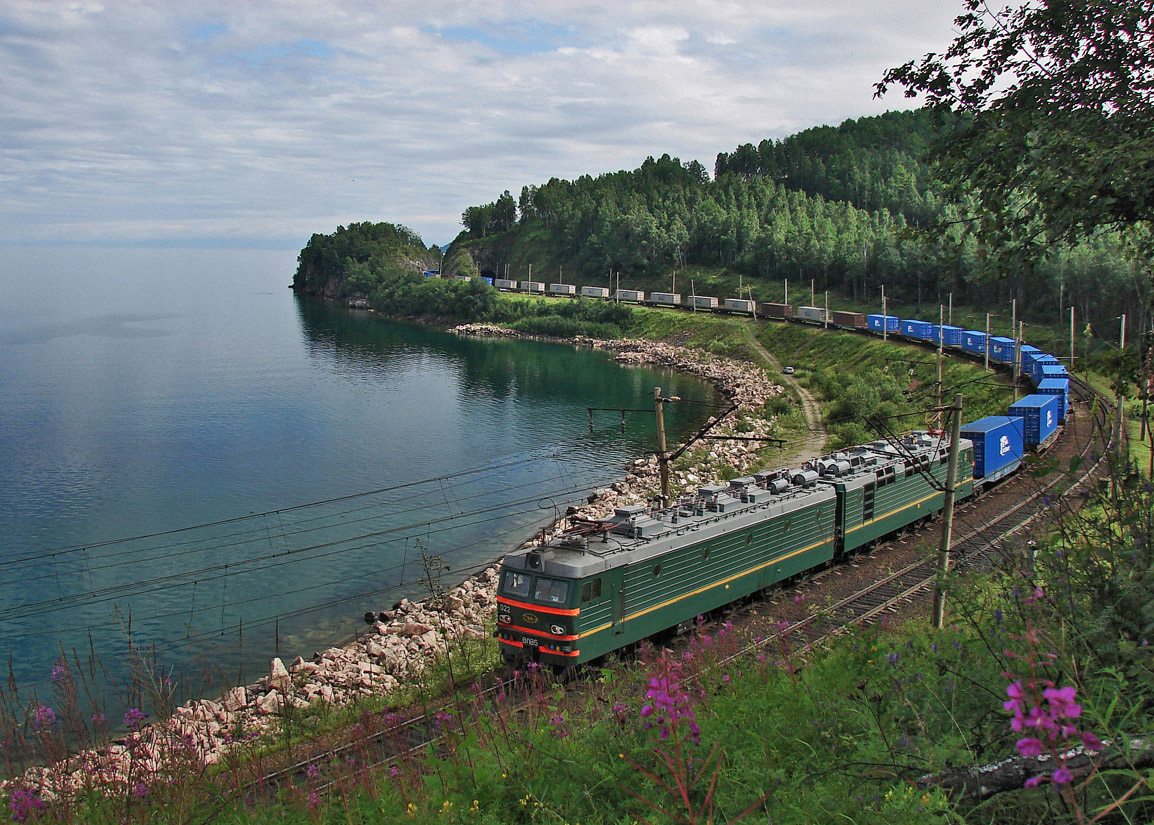
バイカル湖畔を行く列車

- （水）カザン - ペルム2344km、（ウラル鉄）ペルム - チュメニ2010km、（水）チュメニ - トムスク7289km、（新鉄）トムスク - イルクーツク4060km、（水）イルクーツク - ムイソフスキー埠頭392km、（新鉄）ムイソフスキー埠頭 - ストレンスク2627km、（水）ストレンスク - グラフスキー5989km、（新鉄）グラフスキー - ウラジオストク1001km

全長は約2万5715km、内、水路は1万6015km、鉄道は9700km程度となる。ウラル鉄道は既に開発されているから、7690km程の新設で済み、費用は鉄道に関するもので1625万ルーブル、水路は735万ルーブルの合計約2360万ルーブルと試算されていた。欠点は運送時間の問題で、モスクワよりウラジオストクまで荷物を運ぶのに75日、旅客を運送するのには35日、これはともかく貫通鉄道までの輸送路確保であるにせよ、水路の氷結のため1年の内わずか4か月しか充分に使用できないことはこの鉄道の見通しを明るいものにはしていなかった。
委員会はチュメニ線は中央との連絡が不便であるとして否定した。またオレンブルク線は西半分は土地が荒れており、東半分は工事が困難であるとして否定した。1890年末、委員会は「サマラ - ウファ - ズラトウスト - オムスク - トムスク - クラスノヤルスク - ニジニ・チウジンスク - イルクーツク」の中央路線案を採用した。
シベリア交通幹線はこれによって大体の方針を決定した。ロシア政府は、チュメニを西方の起点とすることを否定し、この間の線はボルガの水路のみによらないことを示した後、速やかに上述の水陸併用線の欠点を踏まえてこれを否定し、シベリア貫通大鉄道の敷設を決定した。
1891年3月29日、皇帝アレクサンドル3世は次の勅諭をアジア各地へ訪問中の皇太子ニコライに与えた。
「私は今日シベリア全土を貫通する鉄道敷設の詔勅を発し、天産富饒のこの地をロシアの線路に連絡させる。よって汝に命ず、東洋諸国の漫遊を終えた後に、シベリアに至ったならば、私のこの意を諸有司に告げて、兼ねてシベリア大線路ウスリー線の第一軌鉄をウラジオストクに布設するところに臨行せよ。この線路は国庫の財をもって布設し、その監督もまた官の任じるものであり、まさに国家事業である。汝がこの事業に参与するのは、私がシベリアと他の領内との交通を便にし、シベリアの平和的発達を図る希望切なるを世に知らしめるためである」
以上の勅諭を皇太子は5月12日、ウラジオストクにおいて宣揚し、シベリア鉄道定礎式の盛典を行った。
決定に伴い、工事は直ちに着手すべきこととなり、七区に分かれた予算の概算書が決定された。その総計は3億5021万482ルーブルであった。なお、この七区とは、ミアスから繋がるチェリャビンスクに始まる、(1) チェリャビンスク - オビ、(2) オビ - イルクーツク、(3) イルクーツク - ミソウスク、(4) ミソウスク - スレテンスク、(5) スレテンスク - ハバロフスク、(6) ハバロフスク - グラススク、(7) グラススク - ウラジオストク、である。
シベリア最大の町だったトムスクはシベリア鉄道建設では不運なことにルートから外された。トムスク付近のオビ川沿岸地帯は湿地帯であり橋を架けるには不向きで、ルートはトムスクの南70kmにずらされ、オビ川渡河地点にはノヴォニコラエフスク（現在のノヴォシビルスク）の街が作られた。トムスクには盲腸線となる支線が本線上のタイガから繋がったに過ぎず（トムスク支線）、シベリア鉄道による交通や交易の中心となる機会は奪われてしまった。
横断鉄道は、少ない乗客や麦の輸送など、当面の地方交通を満たす程度の能力で建設された。これは後に日露戦争の際、軍関係の輸送のために地方の物流が犠牲になる結果を招いている。

### 建設

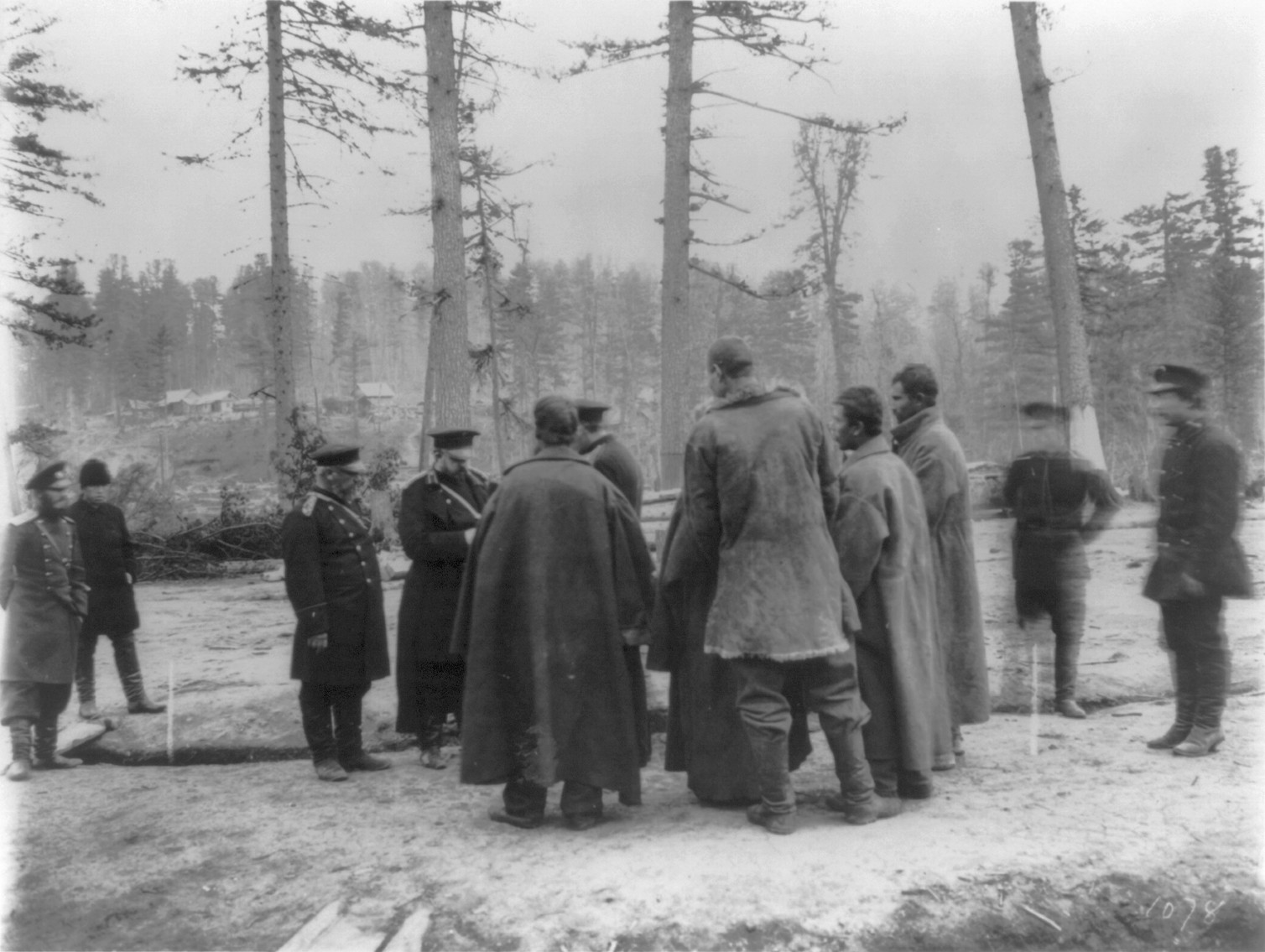
ウスリー川付近での建設の様子（1895年）

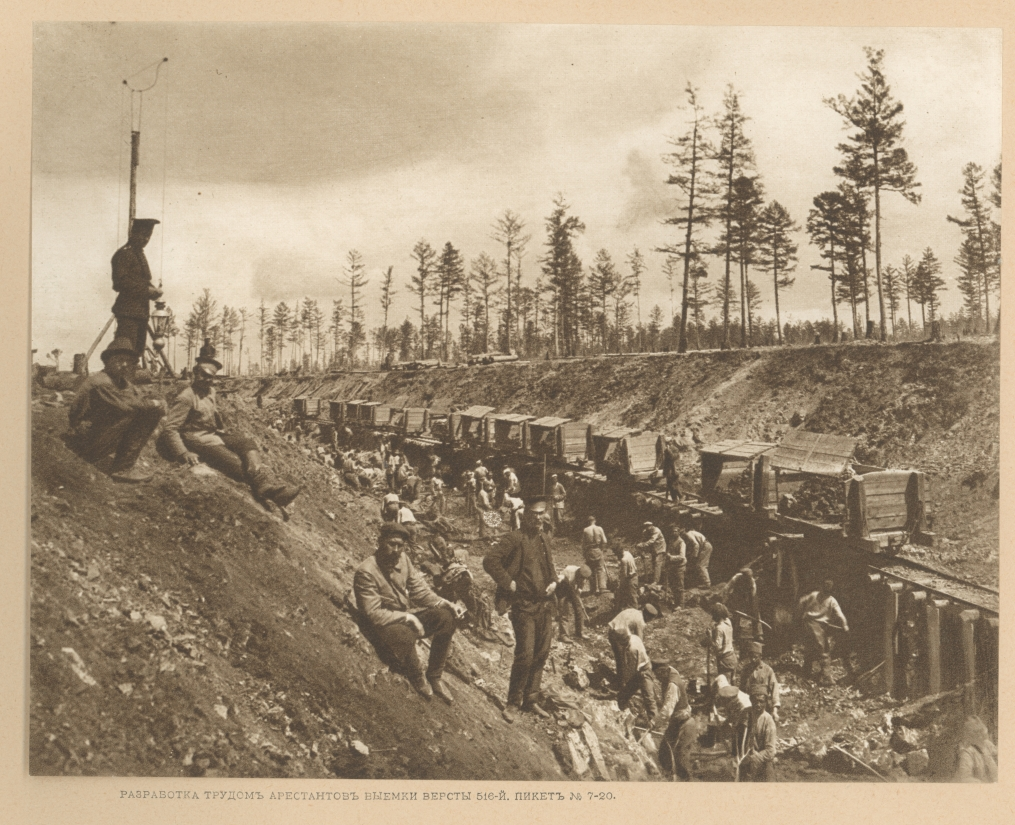
アムール鉄道（アムール川北岸の国内線）工事に従事する囚人 1900年代初頭

1891年に建設を開始し、露仏同盟を結んでいたフランス資本からの資金援助を受けながら難工事を進めた。軌間は1524mm（後に1520mmに改める）の広軌を採用した。これには、「1435mmの標準軌を採用した欧州と同じにするとナポレオンのような侵略者に使われれば脅威になると考えた」「皇帝の招いたアメリカの技術者が広軌論者だった」など様々な説がある。
建設はアメリカ横断鉄道同様、路線の両端から開始され、完成した区間から順次使用が開始された。東の終点のウラジオストクからはウスリー川に沿ってハバロフスクまでの鉄道、ウスリー線がまず1897年に完成した。サハリンなど各地に流されていた受刑者やロシア軍兵士が鉄道建設に従事した。西では1890年、ウラル川を超える橋が完成し、鉄道がヨーロッパ・ロシアを過ぎてアジアに到達した。オビ川を渡るオビ川鉄橋は1898年に完成し、1883年に鉄道建設に先立ってオビ川沿いに建設されたノヴォニコラエフスク（現在のノヴォシビルスク）は後にシベリアの中心都市と発展した。1898年、最初の鉄道がイルクーツクに達した。
イルクーツクの60km東にある長さ640km、最深部1600mのバイカル湖が、沿線最大の障害物となった。バイカル湖南岸は山岳地帯で難工事となり、予定を大幅に遅れた。このため、1900年から工事が完成するまでの間の暫定措置として、イギリス製砕氷船を使った鉄道連絡船による鉄道車両の輸送を行った（冬は湖上に線路を敷いて列車を走らせたこともある）。この区間が完成したのは日露戦争の最中の1904年9月である。
1896年、ロシア政府は清国政府から、満洲（現在の中国東北部）の北部を横断し、ハルビン（哈爾浜）などを経由する東清鉄道の敷設権を得た（露清密約）。1903年、東清鉄道は完成し、シベリア鉄道の短絡線として機能した。
その後アムール川北岸（左岸）を通ってハバロフスク橋でアムール川を渡り、ハバロフスクに繋がる区間が1916年に完成し、シベリア鉄道は全線開通した。

### 影響

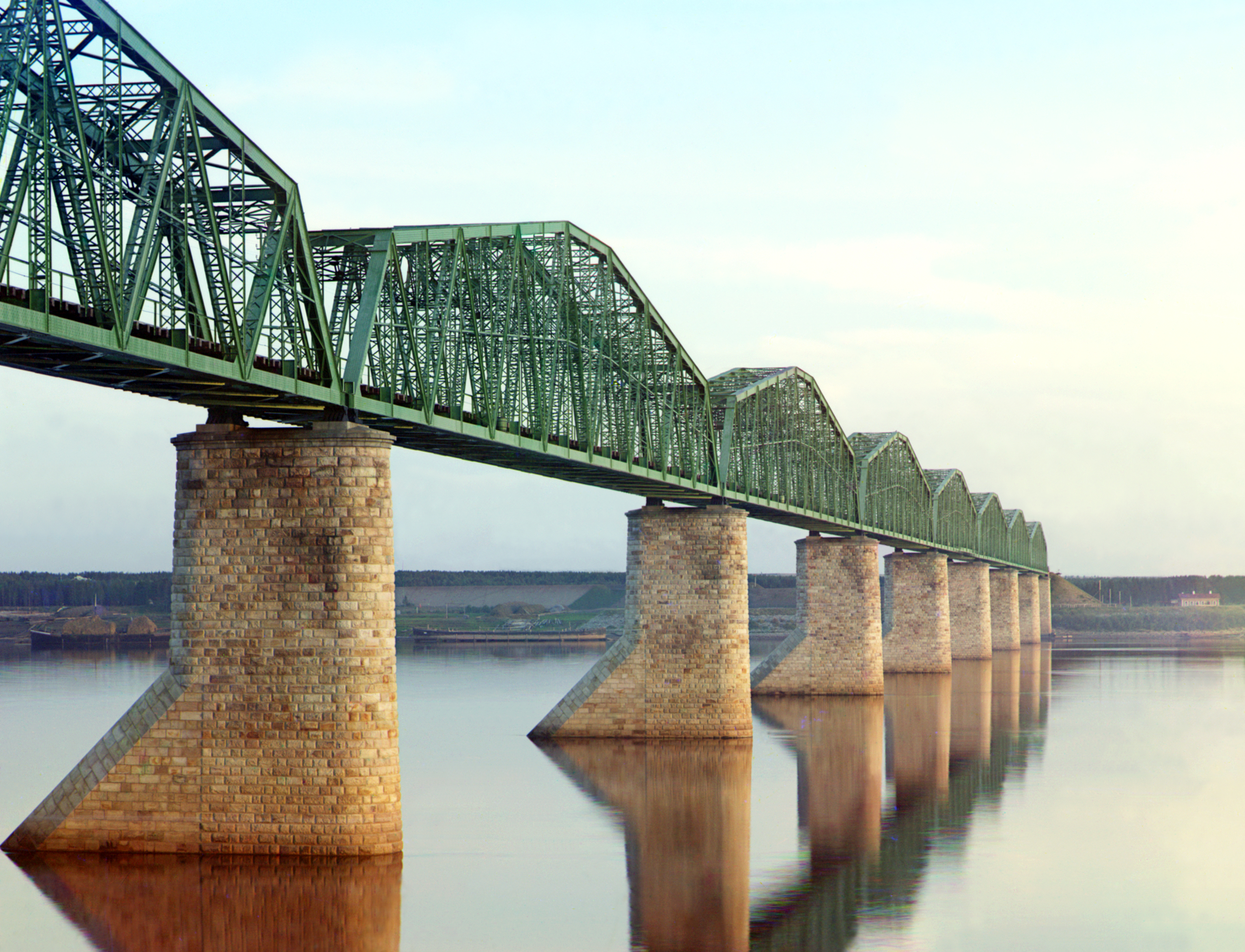
ペルミ付近でカマ川を超える鉄橋

シベリア鉄道の建設の結果、シベリアからロシア西部やヨーロッパ諸国へ農産物を輸送できるようになり、シベリアの農業は一大発展の機会を得た。その効果は鉄道沿線のみならず、河川舟運を通じて鉄道につながる地域にも及んだ。たとえばアルタイ地方はオビ川の舟運とシベリア鉄道を経由して小麦を輸出できるようになった。1906年から1914年の間に4百万人の農民がシベリアに移住し、未開の原野が農地になった。
シベリアの農家が安い穀物をヨーロッパに輸出するようになった頃、ロシア西部の農業は、アレクサンドル2世による1861年の農奴解放令後の経済的な圧力でいまだに混乱していた。このため、ロシア西部を守り社会的な不安定が起こるのを防ぐため、1896年に政府はチェリャビンスクを通過する穀物に関税障壁をつくるためのチェリャビンスク関税区間 (Челябинский тарифный перелом) を設置し、同様の障壁を満洲側にも設置した。この措置はシベリアの輸出産品を大きく変えた。アルタイ地方、ノヴォシビルスク、トムスクには穀物を加工する製粉所が多く設立され、農場はバター生産に路線を変更した。1896年から1913年まで、シベリアは毎年平均で501,932tの小麦粉などを輸出した。

### ロシア革命

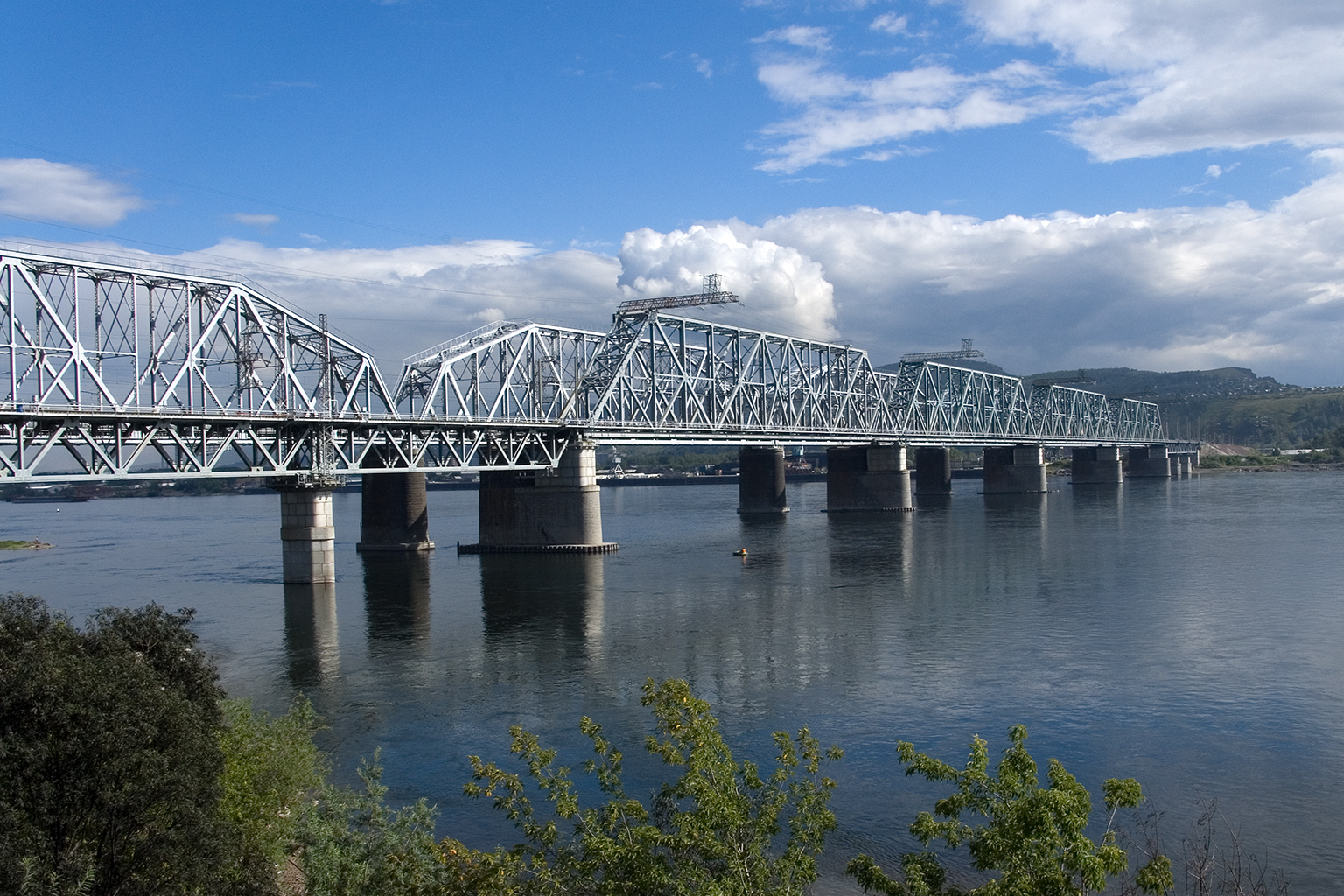
クラスノヤルスク橋　1900年パリ万博で金賞を受賞するなど、その技術力は高く評価された

ロシア帝国は日露戦争以降、共産主義が台頭し、政治的に不安定な状態になった。シベリア鉄道は中央政権の象徴と見られて、しばしば破壊行為の対象になり、大規模な修理が必要な状態となった。アメリカ合衆国（米国）のウィルソン大統領は、1917年6月にエリフ・ルートを現地へ派遣、資金の乏しいロシア臨時政府（2月革命 (1917年)で成立）と協調を図り、アレクサンドル・ケレンスキーとシベリア鉄道修理などの交渉を締結。アメリカ側は鉄道修理物資をロシアに到着させるが、スティーブン技師など他300名の鉄道技師が到着する前に十月革命でロシア臨時政府が倒れたことから、修理には至らなかった。また十月革命に続くロシア内戦により、鉄道も到るところ破壊されて不通の状態となる。このような状況下、アメリカのスティーブン技師は、鉄道の要所に破壊抑止のための従業員を配置し、これがその後の共同管理へと繋がった。
1918年に、本国移送中のチェコ軍団が沿線を占領し、その救出を理由にして日本、イギリス、フランス、アメリカ、イタリアなどの連合国軍によるシベリア出兵が起こった。実際の所、日本のシベリア出兵は東清鉄道の利権を認めさせることが目的であったが、これは同時に、シベリア鉄道の管理権の帰属にも絡んでいた。
結局、日米仏伊英中の6か国管理で、ロシア側がその委員会をとりまとめること、スティーブン技師らの技術部がこれを実質上管理すること、東清鉄道に関しては日本の利権をある程度認めることを、出兵期限内の間継続すると取り決めた。この結果、日本は現地の反革命軍（白軍）などと協力して1922年までイルクーツク以東の沿線を占領し、極東共和国成立などの事態となった。

### 両大戦間期
その後、内戦に勝利したソビエト連邦新政府が、シベリア鉄道とその沿線である極東ロシアを実効支配した。シベリア鉄道は、後述するアジアと欧州の移動のほか、ソ連国内の経済開発や、ソ連軍の兵員や兵器・物資といった軍事輸送に重要な役割を果たした（ノモンハン事件時など）。 
1932年、満洲国が成立した。東清鉄道は1935年に満洲国に売却されて満洲国国有鉄道の一部となり、1937年にソビエトの広軌から標準軌に改軌されたため、シベリア鉄道の短絡線としての役割は低下した。その代わり、中華民国や朝鮮半島の鉄道と直通運転が可能となった。
東清鉄道を失ったソビエト連邦にとって、シベリア鉄道の輸送力増強が緊急の課題となり、路線の複線化工事が推進された。スターリンの独裁政権により追放された多くの政治犯がこの沿線で強制労働に従事した。1941年（昭和16年）に完成したハバロフスク橋付近のハバロフスク・アムール川底トンネル工事にも多くの囚人が投入された。このトンネルは現在もモスクワ方面行きに使用されている。

### 第二次世界大戦

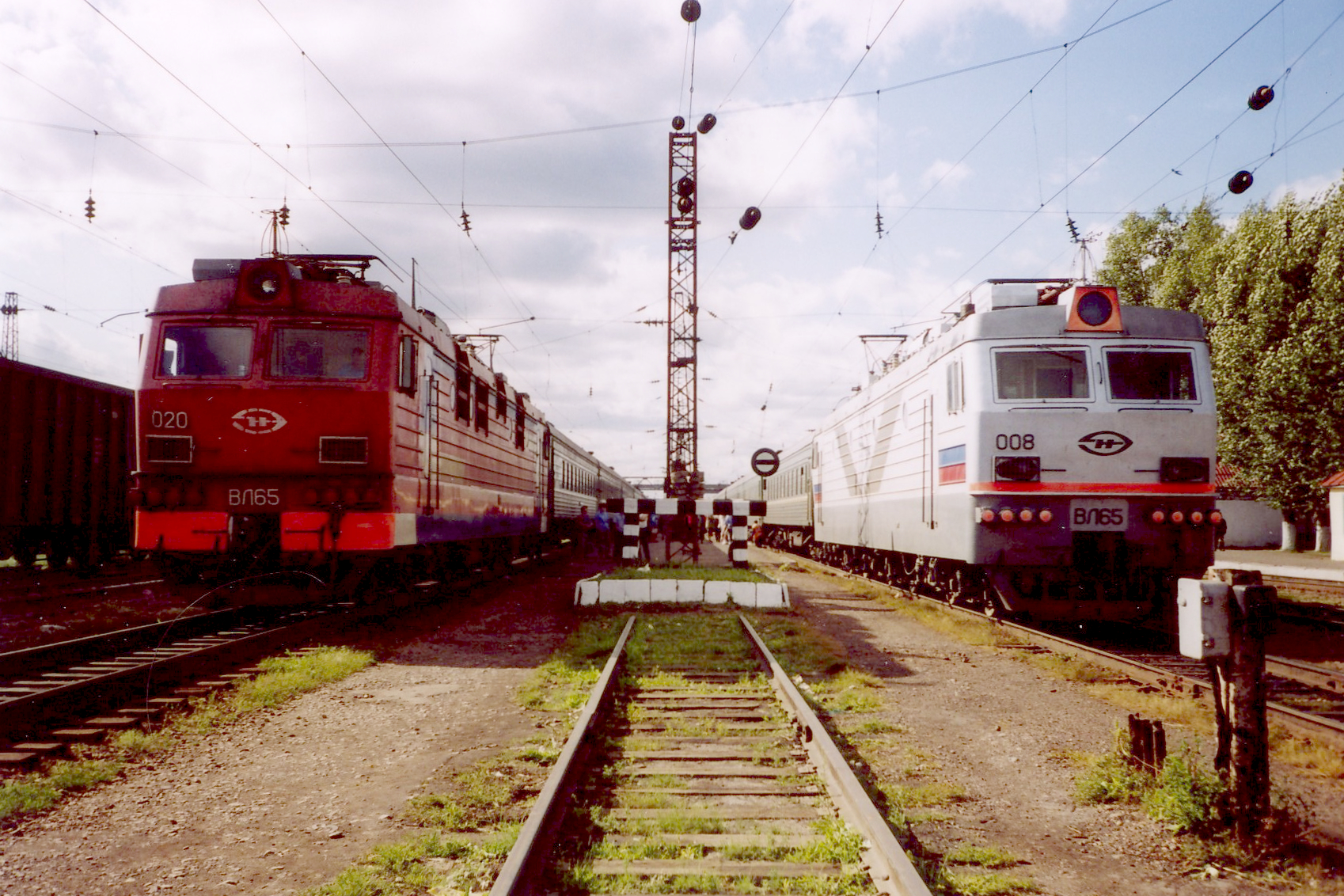
シベリア鉄道の電気機関車

1939年9月に第二次世界大戦が始まったが、当初、ドイツとソビエトは独ソ不可侵条約により友好関係を維持した。日本は同盟国のドイツにシベリア鉄道で大量の物資を供給していた。
しかし、1941年6月にドイツはソビエトに侵攻して独ソ戦が始まったため、ドイツ向けの輸出は困難となった。ただ、1941年4月に日ソ中立条約を結んでいたため、日本人がシベリア鉄道を使うことは可能だった。第二次世界大戦末期、1945年5月のドイツ降伏後にビザが下りた駐独大使館員や駐欧州大使館員が日本への帰国に使用した。
しかし、ソビエトはドイツ降伏後に極秘に対日戦の準備を進めていた。シベリア鉄道の輸送力を使い大量の兵員と物資が満洲国境に輸送され、8月9日にソ連対日参戦となった。

### 冷戦下
第二次世界大戦後も路線の重要性は変わらなかったが、冷戦下のソ連は太平洋艦隊の軍港であるウラジオストクへの外国人立ち入りを禁止したため、1956年（昭和31年）に国交が回復した日本との貿易や、シベリアを横断する外国人の往来には、ウラジオストクの東側にある商港ナホトカが利用され、シベリア鉄道からは支線を利用することになった。外国人乗客はロシア号の乗車がモスクワ - ハバロフスク間に限定され、ハバロフスク - ナホトカ間は連絡列車を利用した。
1950年代以降に東南アジアや中東、アンカレッジを経由しての欧亜間航空路の発達により旅客ルートとしてのシベリア鉄道の重要性は低下したが、貨物取扱量は冷戦時代でも年々増加した。また、1984年にはシベリア鉄道の北側にバム鉄道が全通し、シベリア開発の両輪となった。

### ペレストロイカ後

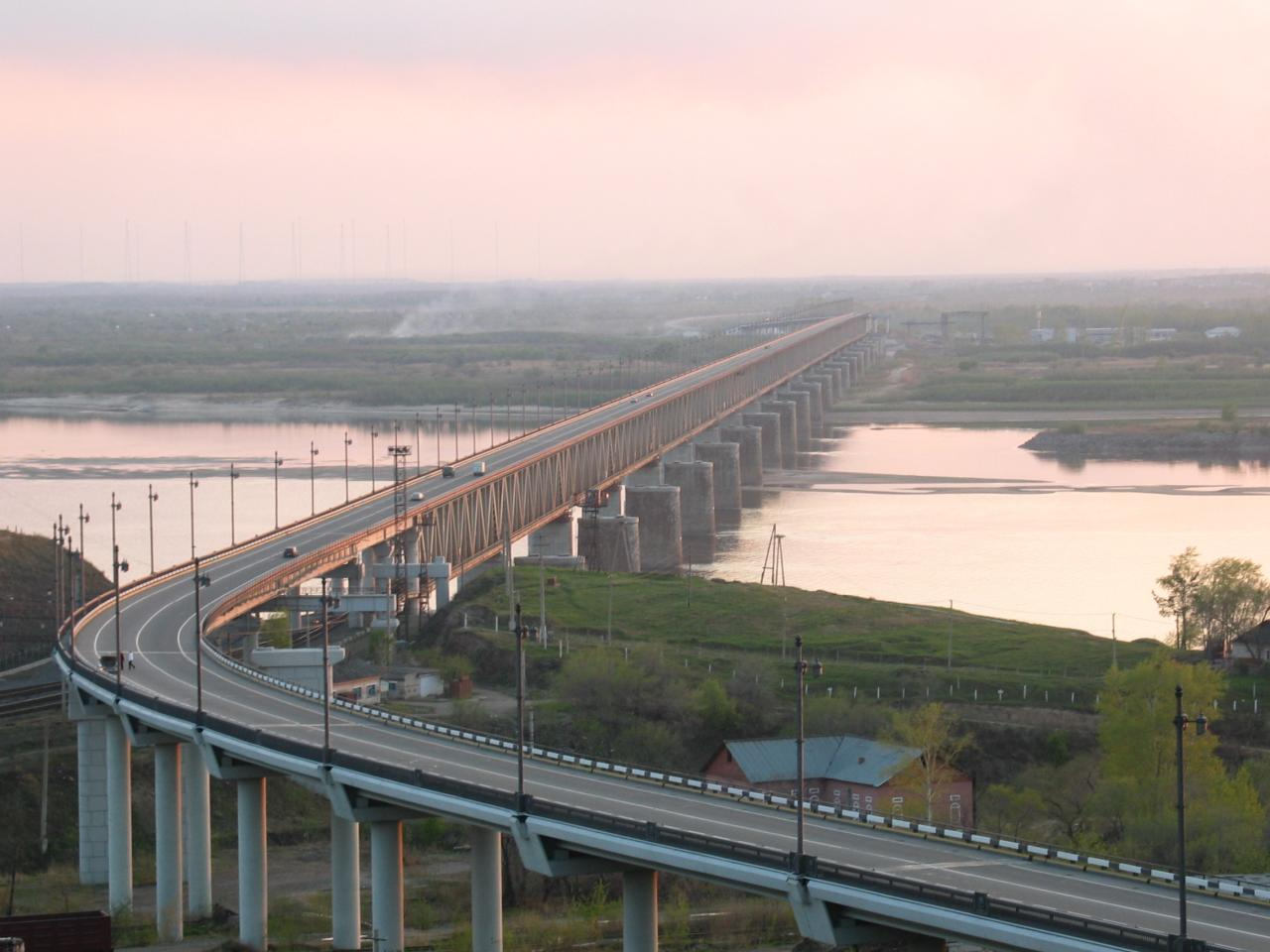
1998年に完成した新しいハバロフスク橋をハバロフスク側からモスクワ方面に見る。古い橋の橋脚がすぐ右側（上流側）に残っている。

1985年にミハイル・ゴルバチョフがソ連の最高指導者となり、ペレストロイカを断行したが、経済的な混乱は拡大した。また、ソビエト上空の航空路の開放により旅客運輸の重要度はますます低下し、さらに設備更新の停滞などもあり、シベリア鉄道の輸送力は低下した。1991年のソビエト連邦の崩壊後は「ロシア号」の運行が毎日から隔日に削減されるなどの影響を受けている。
1992年1月にウラジオストクが対外開放されたため、外国人旅客も全線の乗車が可能となった。1998年には新しいハバロフスク橋が完成して、上面はシベリア横断道路で利用されている。2000年にNHKで放送された『五大陸横断 列車の旅』によるとモスクワ - ウラジオストクまでが1等約15000円、2等約7500円であり、当時のロシアの物価が極めて安かったことが捉えられる（2001年のロシアの月収は6000円前後）。
1929年に始まった電化工事は2002年に全線で完成し、列車の積載量は6,000tにまで大きく増加した。複線化工事も2016年には全線で完成し、情報システムの自動化、極東ロシア各港湾と直結する支線建設などの整備も継続している。ロシア鉄道は、シベリア鉄道の輸送能力を現状の1.5倍、年1億8000万トンに引き上げる計画を進めている。バム鉄道と合計の貨物輸送能力は2020年で1億4400万トンで、2012年との比較で5割増えている。

### 現状と今後の展望

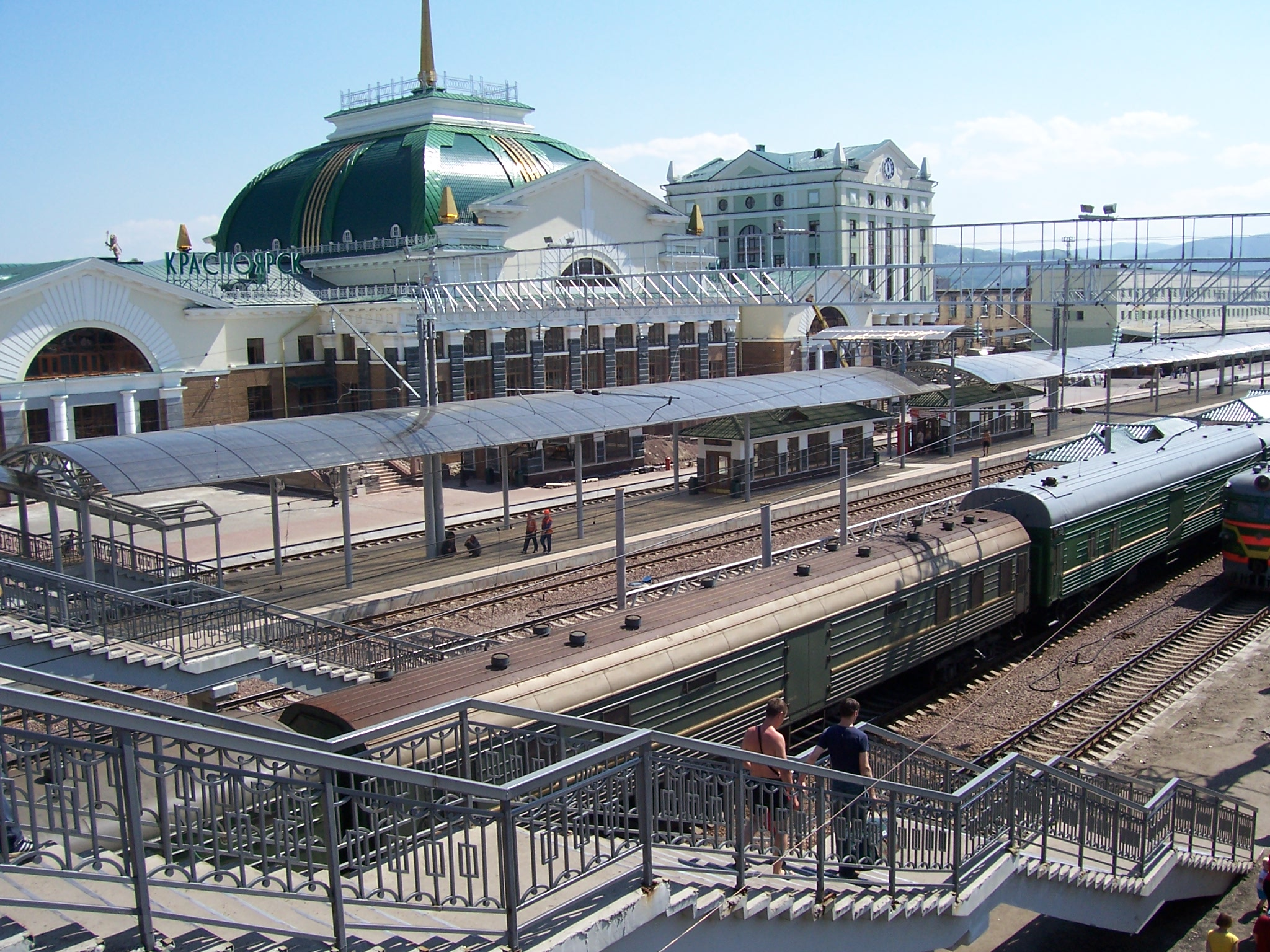
クラスノヤルスク駅

シベリア鉄道はアジアとヨーロッパを結ぶ重要な交通路の一つである「シベリア・ランド・ブリッジ」の中核であり、空路を除くと最短・最速の北東アジア-欧州連絡ルートである。実際シベリア鉄道を利用して貨物輸送を行うと、海路と比較するとかなりの時間短縮を図れる。
ソ連崩壊後は外国人でも全区間乗車可能となり、世界中から観光客が急増したことから、内装もいっそう豪華になり、シャワー付き個室の提供や、1等客室にシャワー室が設けられた他、客車は様々な塗装に塗り替えられている（詳細は後述）。
例えば中華人民共和国の首都北京からドイツのハンブルクまでは、輸送が順調な場合は海路の半分の日数である15日で到着する。東京からサンクトペテルブルク間を海路の場合約40日程度かかるが、ウラジオストクからシベリア鉄道を利用した場合、同区間を約25日程度で輸送できる。そのため、日本の商社や製造業、ドイツ鉄道をはじめとするヨーロッパの鉄道会社が興味を示しており、シベリア鉄道を管轄する国営ロシア鉄道やその関連企業との業務提携を積極的に進めている。2008年1月には、ロシア、中華人民共和国、モンゴル国、ポーランド、ドイツの各鉄道会社が、中華人民共和国 - ドイツ間のコンテナ貨物輸送で協力することが発表され、同年10月にそのトランス＝ユーラシア・ロジスティクスの最初の列車が湘潭からハンブルクに到着した。

日本との関連では、ロシア政府は2016年、シベリア鉄道をサハリン、北海道まで延伸する構想を経済協力の一部として希望していると報道された。具体的には大陸からサハリン間の間宮海峡（7km）と、サハリンから稚内間の宗谷海峡（橋またはトンネル、42km）の建設が必要となるが、ロシア政府は間宮海峡での橋・トンネル建設について2020年に断念を表明している。「間宮海峡#トンネル・架橋計画」「宗谷トンネル」も参照。カザン - ウラジオストク間の高速鉄道化構想も上記計画の一部とされる。
バム鉄道を含めて輸送された日本の貨物は2018年に海上コンテナ7万個を超え、対前年比で10％増えた。ただし、ほとんどはロシア国内との輸出入で、ロシア以外の欧州とのトランジット輸送は3000個程度にとどまる。中国が一帯一路構想を掲げて国策として進めるカザフスタン経由の中欧班列（満洲里駅経由の中欧班列はシベリア鉄道に乗り入れる）に対抗して、
ロシア鉄道はロシアの物流企業FESCOと共同での「トランス・シベリア・ランドブリッジ」サービスや、ロシア運輸省、日本の国土交通省、物流業界とつくる「日本トランスシベリヤ複合輸送業者協会」との連携により、ドア・ツー・ドアの日欧を19日以内に結ぶ中継輸送の開拓を進めていたが、2022年にロシア・ウクライナ戦争が勃発し不透明な状況にある。
シベリア鉄道は21世紀の現在もロシア国内の最も重要な輸出路であり続けている。ロシアの輸出に関わる輸送の30%はこの鉄道が担っている。多くの外国からの旅行者を惹きつける一方、国内の旅客輸送の重要な一部でもある。輸送量・速度をさらに高めるべく、バム鉄道の複線化、カーブの直線化といった工事を進めている。完了すれば、最長編成1キロメートルの列車も運行できるようになる。欧州企業が環境保護を重視するようになっているため、列車事故でバイカル湖などに石油が流出した場合に拡散防止や回収を早くできる体制も整備している。

## 沿線の主要都市・主要駅

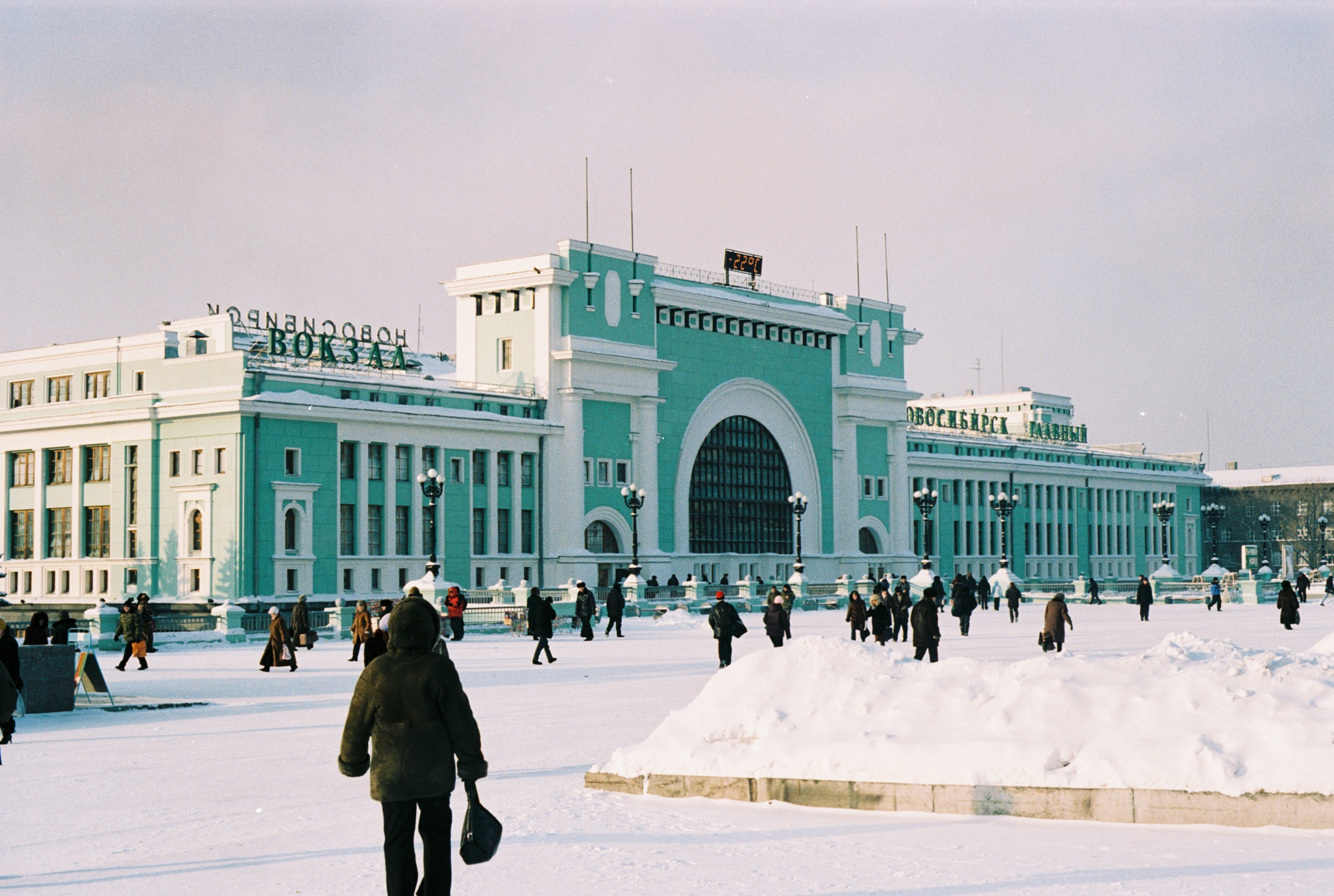
ノヴォシビルスク駅

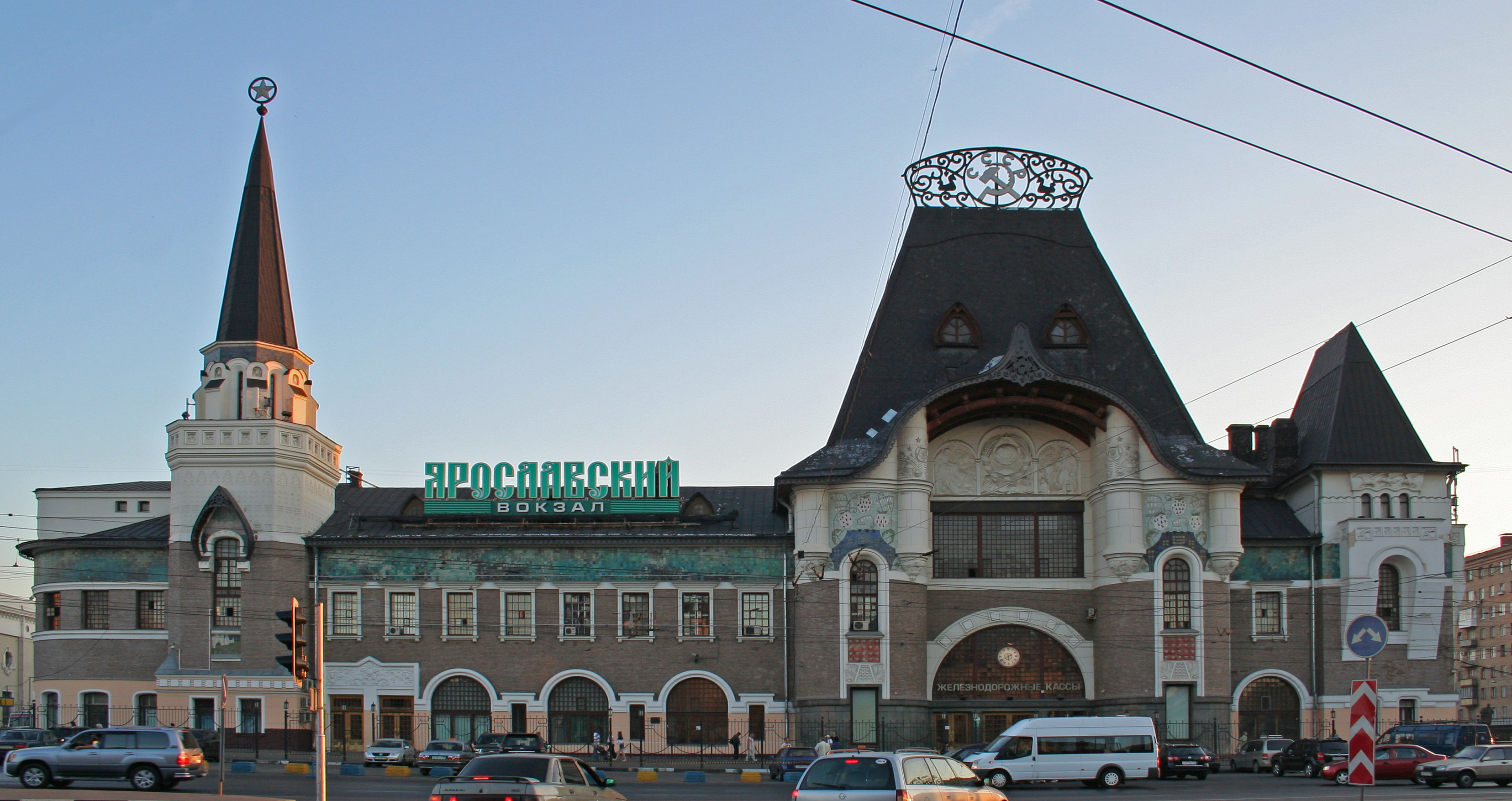
モスクワ駅

- シベリア鉄道の主要駅一覧 （※太字は2010年国勢調査における100万都市）
- 本線：モスクワ - ニジニ・ノヴゴロド - キーロフ - ペルミ - エカテリンブルク - チュメニ - オムスク - ノヴォシビルスク - タイガ -  クラスノヤルスク - タイシェト - アンガルスク - イルクーツク - ウラン・ウデ - チタ - タルスカヤ - ベロゴルスク - ビロビジャン - ハバロフスク - ウスリースク - ウラジオストク
- 北ルート（2001年以前の本線）：モスクワ - ヤロスラブリ - キーロフ
- 南ルート：モスクワ - ムーロム - カザン - エカテリンブルク
- 開業当初の本線：モスクワ - リャザン - ペンザ - サマーラ - ウファ - チェリャビンスク - ペトロパブル（カザフスタン領） - オムスク
- オムスク - タイシェト間南ルート：オムスク - バルナウル - ノヴォクズネツク - アバカン - タイシェト
- トムスク支線：タイガ - トムスク - ベールィ・ヤール（ロシア語版）
- ブラゴヴェシチェンスク支線：ベロゴルスク - ブラゴヴェシチェンスク
- ナホトカ支線：ウラジオストク - アルチョーム - パルチザンスク - ナホトカ
- 旧東清鉄道（浜洲線・浜綏線）：タルスカヤ - ザバイカリスク - 満洲里 - チチハル - ハルビン - 綏芬河 - ウスリースク
  - ※バム鉄道の沿線都市は当該項を参照のこと。

## 主な列車

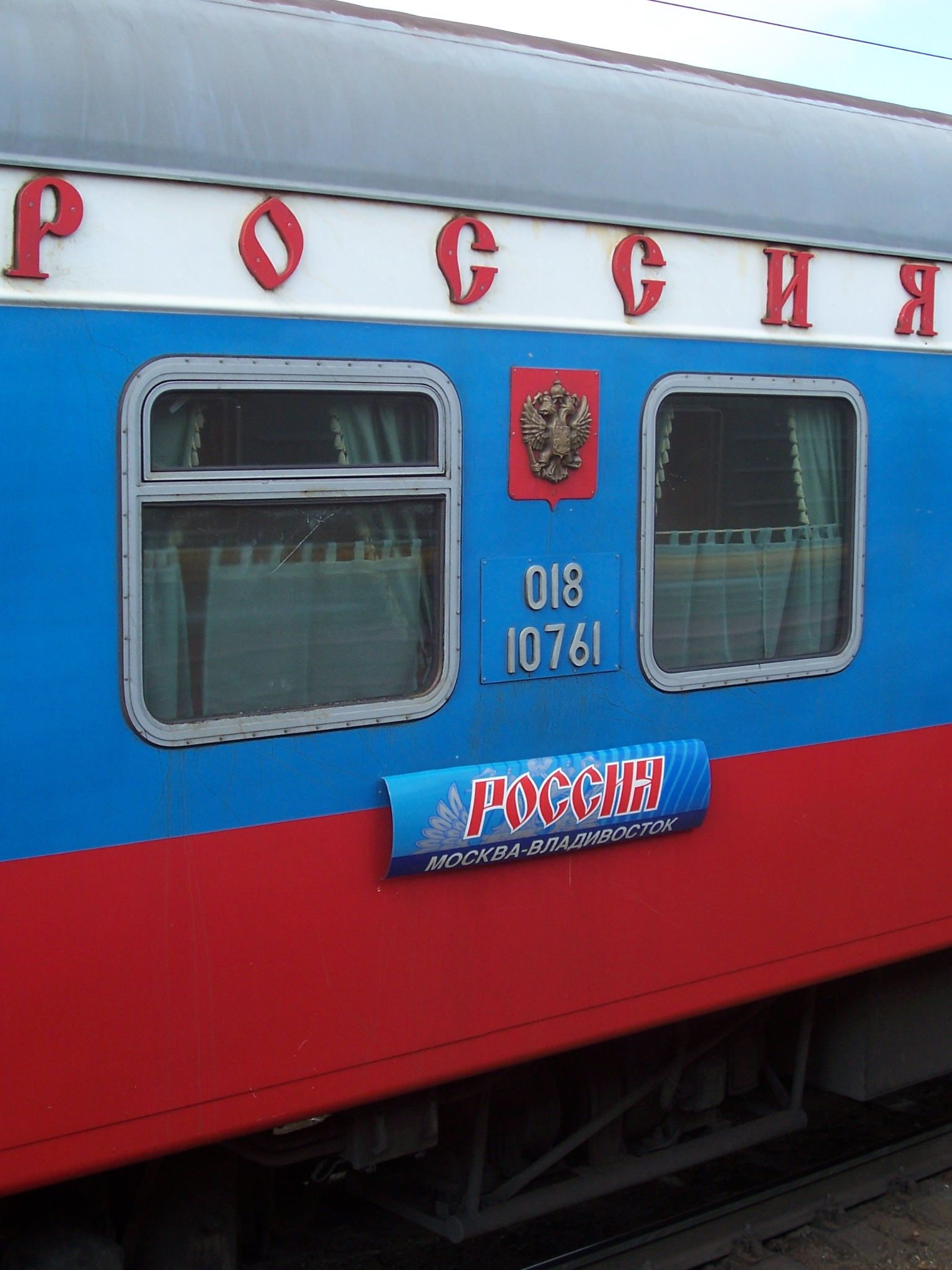
「ロシア号」

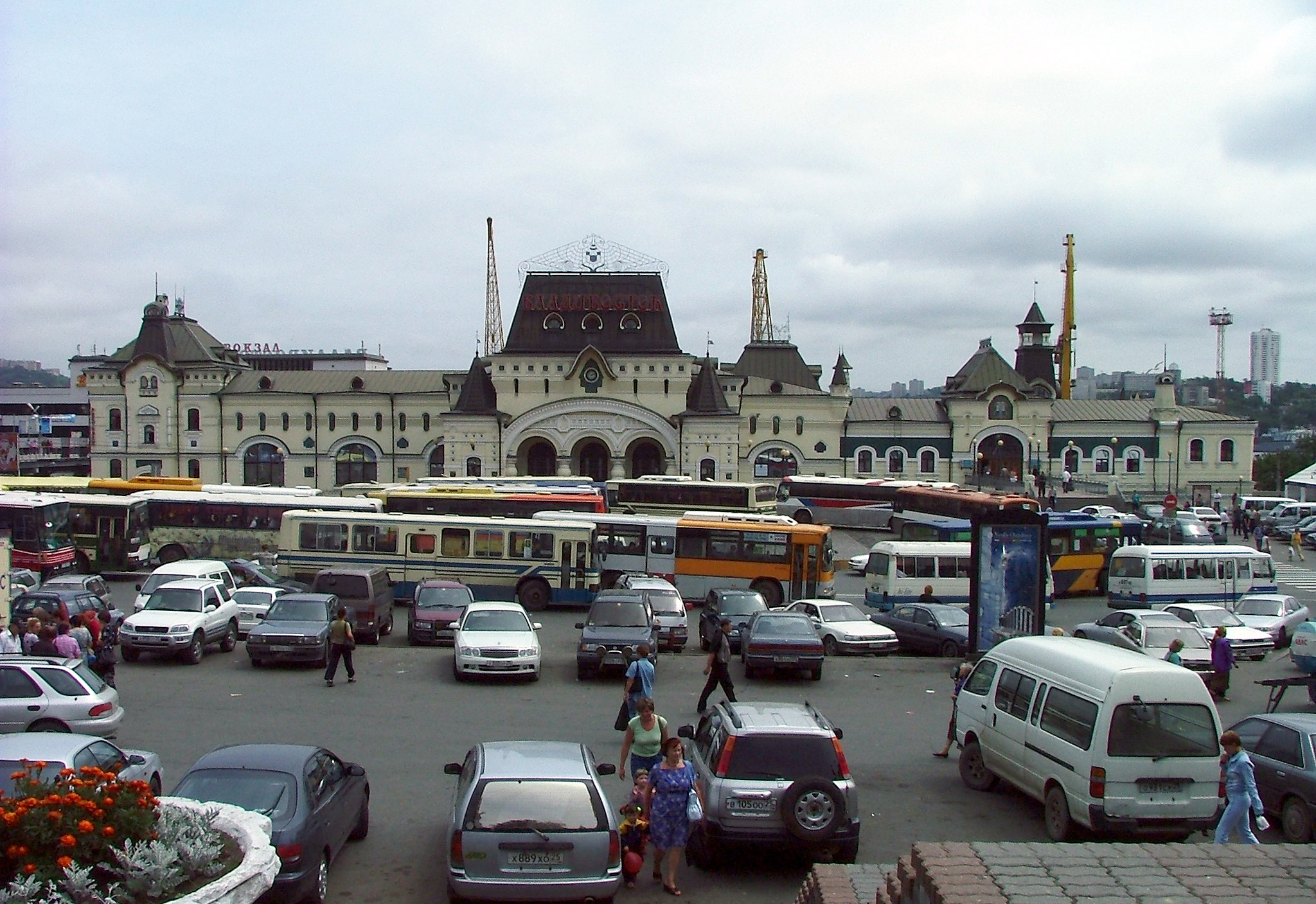
ウラジオストク駅

- 1・2列車「ロシア号」 ウラジオストク駅 - モスクワ間を走る、シベリア鉄道の代表列車。
  - 所要 : モスクワ行き6泊7日、ウラジオストク行き7泊8日 毎日運行
  - なお、月2往復（平壌発毎月2日（5月、7月、10月及び12月は3日）と16日）は平壌駅（北朝鮮）から国境の豆満江駅・ハサン駅を越えて来た車両をウラジオストク - ハバロフスクI駅間のウスリースク駅で併結する（7泊8日、走行距離10,272km）。逆方向にはモスクワ発毎月11日と25日の「ロシア号」に平壌行の客車がウスリースク駅まで併結される。また、ほかに毎月4往復はモスクワから北朝鮮の豆満江駅まで運行される[17]。
  - 停車駅 : シベリア鉄道の主要駅一覧#本線を参照（全停車駅を掲載）。
- 3・4列車 北京 - ウランバートル（モンゴル） - ウラン・ウデ駅 - モスクワ モンゴル経由の国際列車。ロシア鉄道のウェブサイトにおける時刻表では33・43列車として案内されているが沿線の駅における発車案内では3・4列車として案内されている（ロシア語版ウィキペディアでは3・4列車）。なお中国国内ではK3次・K4次（Kは日本の急行にほぼ相当する「快車」の略）、モンゴル国内では3・4列車と案内される。中国客車。ナウシキから（つまりロシア国内は）ロシア客車が増結。中国・モンゴル・ロシアと異なる文化をもった3か国を通過するエキゾチシズムに富んだ路線を走行し、食堂車も国により付け替えられるなど変化に富んだ旅を楽しめるため、欧米の観光客に大変人気がある。欧米のシベリア鉄道ガイドブックはこの路線を中心に記述している場合が多い。
  - 所要 : モスクワ行き5泊6日、北京行き6泊7日 週1本運行
- 5・6列車「オケアン（大洋）号」 ウラジオストク駅 - ハバロフスクI駅間。
  - 所要 : 1泊2日（夕刻発 - 翌朝到着） 毎日運行
- 5・6列車 ウランバートル - モスクワ間 モンゴル客車。
  - 所要 : モスクワ行き4泊5日、ウランバートル行き5泊6日。 週1本運行。上記33・43列車と同一ダイヤで曜日を違えて運行されるが、中国発着と比べ利用客は少なく、編成は非常に短い。なお上の「オケアン号」と列車番号が重なっているように見えるが、走行区間が重なっていないため区別される。
  - 停車駅 : シベリア鉄道本線内の全停車駅はシベリア鉄道の主要駅一覧#本線を参照。
- 7・8列車 ウラジオストク - ノヴォシビルスク間 「ロシア号」との交互運行列車。
  - 所要 : ノヴォシビルスク行き4泊5日、ウラジオストク行き5泊6日 隔日運行
  - 停車駅 : シベリア鉄道の主要駅一覧#本線を参照（全停車駅を掲載）。
- 9・10列車「バイカル号」（ロシア語版、中国語版） イルクーツク - コテリニチ - サンクトペテルブルク間。
  - 所要 : 4泊5日 5月下旬 - 9月中旬まで毎日運行。2013年5月13日をもって廃止された[18]。
- 19・20列車「ヴォストーク（東方）号」 北京（中国）・平壌 - 瀋陽 - 満洲里 - チタ - モスクワ間 かつての日本からの欧亜連絡ルートをたどる国際列車。ロシア客車。
  - 所要 : モスクワ行き6泊7日、北京・平壌行き7泊8日 週1本運行
- 25・26列車「シビリャク（シベリア人）号」（ロシア語版） ノヴォシビルスク駅 - モスクワ間（ヤロスラヴリ経由）。
  - 所要 : 2泊3日 毎日運行
- 37・38列車「タミチ号」（ロシア語版、中国語版） トムスク - タイガ駅 - モスクワ間。
  - 停車駅 : ru:Томич (поезд)#Расписаниеを参照（全停車駅を掲載）。
- 53・530列車 ウラジオストク - オムスク - キエフ・ドネツク（ウクライナ）間 国際列車世界最長距離列車に昇進。ウクライナ客車。
  - 所要 : 所要8泊9日 隔日運転
- 75・76列車  ティンダ - タイシェト駅 - モスクワ間（カザン経由）。
  - 所要 : 5泊6日
- 113・114列車 ノヴォシビルスク - ベルリン（ドイツ）。ドイツ客車。
  - 所要 : 4泊5日(113列車)、5泊6日(114列車) 週1本運転
- 385列車  ウラジオストク駅 - ベロゴルスク - ブラゴベシチェンスク間。
  - 所要 : ウラジオストク行き1泊2日、ブラゴベシチェンスク行き1泊2日 隔日運行
- 903・904列車 ウラジオストク - モスクワ。種別はПассажирский（普通列車）。
  - 所要 : 9泊10日。毎日運行。世界最長の普通列車（ただし都市部などで通過駅はある）。運行時間では文句なく最長である。

## 使用車両

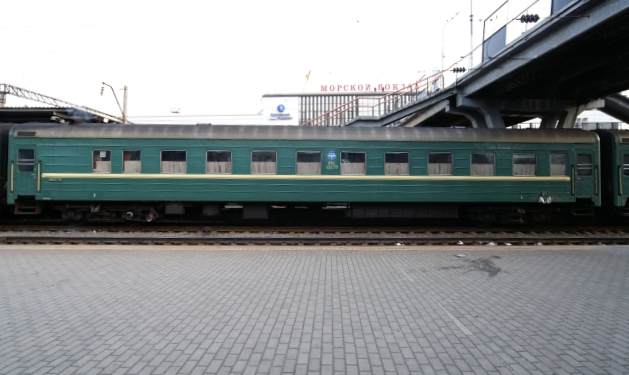
ロシア号などの特急列車を除く一般的な列車に連結される二等寝台車

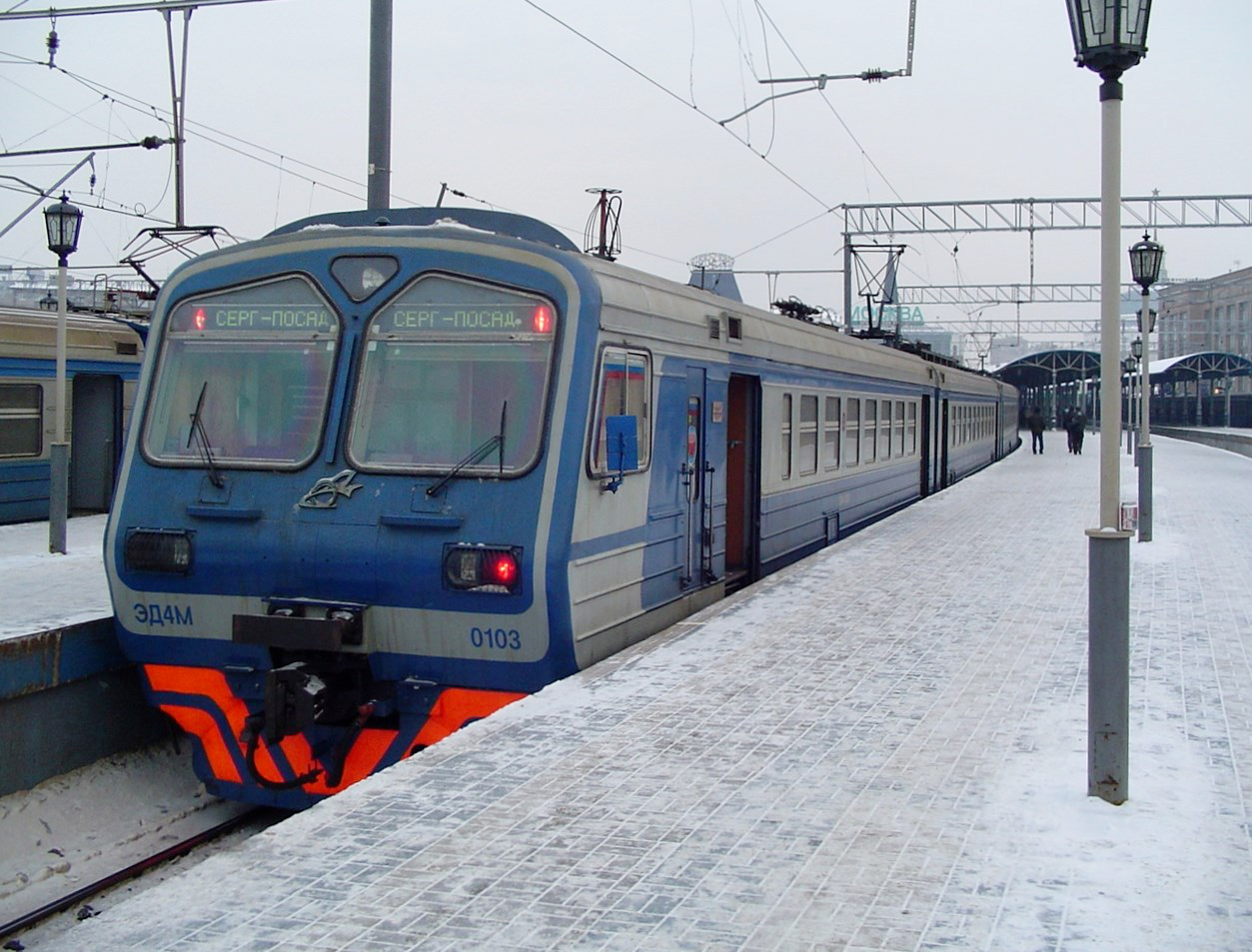
モスクワ市内のヤロスラフスキー駅に停車中のエレクトリーチカ

シベリア鉄道沿線は氷点下50℃になることもある極寒であるために、ロシア国内の列車だけでなく他国からの国際列車も耐寒の車両が使用され、石炭ストーブが備わっている。これは技術が遅れているわけではなく、電気によるエアコンや石油ストーブよりも信頼性が高いと考えられているからで、路線の大半を占める極寒の地において万一暖房装置が故障したら生死に関わるためである。
また、以前のシベリア鉄道の客車は、垂れ流し式トイレなので停車中には使用はできないなどの問題があった他、シャワーが用意されていないなどの問題があった。ソ連崩壊後に導入された客車には、水洗トイレやテレビモニター、1級寝台専用の個室シャワー、さらにシャワー付きの1人もしくは2人用の個室が用意されるなど快適性が向上している。
EP1形などが主にシベリア鉄道の長距離列車の機関車に使用される。VL10形は貨物列車に使用される。
普通列車はエレクトリーチカや客車を使っておりソ連崩壊後は塗装も様々である。シベリア鉄道沿線は僻地であるためか新型車両の導入が少ない。主にER2形が使用される。
シベリア鉄道は旧ソ連の影響で地味な印象が強いものの、最近では様々な塗装の車両が導入されており、海外と直通運転していることもあり、種類は豊富である。一部の区間では中華人民共和国、北朝鮮、モンゴル車両が、ドイツ、ポーランド、ベラルーシ、ウクライナからの車両が直通運転する区間と重なる。つまりアジアとヨーロッパの車両が同じ線路を走ることになり、広大な国ならではの楽しみでもある。
- 「ロシア号」はロシア国旗の塗装であり、以前は週に一度は北朝鮮の緑色車両が1両だけ連結され、金日成と金正日バッジをした北朝鮮軍兵士が乗っていたようである。今は北朝鮮車両は線路整備悪化でハサンまでの運用と推測される。

- 「バイカル号」「オケアン号」は「ロシア号」よりも内装が良く、塗装も独特的である。

- 北京 - モスクワ間の満洲里経由の国際列車はこれまでロシア国旗の車両だったが、2008年から臙脂色の車両が登場し、新型車は従来どおり北朝鮮列車と連結運転も可能であり、シャワーやテレビもついているなど首都を結ぶだけあって内装も豪華である。また車体に中国語・ロシア語で「北京-モスクワ」などと描かれており、また北朝鮮の平壌や、イルクーツク、チタへ行く車両もそれらの行き先が描かれている。

- 北京 - モスクワ間のモンゴル経由の国際列車は、中華人民共和国の緑色車両が使用されモンゴル・ロシアの旧塗装に酷似している。中国語・ロシア語・モンゴル語の表記のサボがある。

- ウランバートルからモスクワ行きはモンゴル車両であり、北京モスクワの国際列車が走らない日に同じダイヤで運行される。

- 「Golden Eagle Trans-Siberian Express」という豪華寝台特急列車が走っており、モスクワ - ウラジオストクを15日かけて途中で降りて観光しながらウランバートルを経由する。ただし、かなり高額である[19]。

## シベリア鉄道の他国との関係
シベリア鉄道はドイツ、ポーランド、ベラルーシ、ウクライナ、カザフスタン、モンゴル、中華人民共和国、朝鮮民主主義人民共和国（北朝鮮）と国際列車を直通運転している。広大なロシアを走るために国際列車もヨーロッパとアジアにまたがって運行する列車が多い。
シベリア鉄道は日本の歴史上にも重要な役割を果たしてきた。金本位制を採用していた時期には日本の在外決済機関は全て英国ロンドンにあったことから、国際決済に要する手形は全てシベリア鉄道で輸送されており、国際金融の重要な生命線となっていた。日本は南樺太と朝鮮半島を統治下としていた頃はロシアとは陸で繋がっており、朝鮮からシベリア鉄道経由で欧州行国際列車が走っていた。
また第二次世界大戦勃発までは、日本各地（途中は船へ積み替え）から朝鮮（朝鮮総督府鉄道）、日本の実質的支配下であった満洲国を含む中華民国（南満洲鉄道）、そして欧州のローマ、ロンドンなどに至るまでの国際連絡運輸が行われており、それら各地への切符を主要駅で買うことができた。松岡洋右外相は日ソ中立条約を結びシベリア鉄道で帰朝する際には、スターリンに駅頭で見送られた。日本が初めて参加したストックホルムオリンピックでは日本選手団は時間を短縮するためシベリア鉄道を使い、モスクワ経由でスウェーデンの首都ストックホルムへと向かった。
1988年に日本へのオリエント急行の輸送でシベリア鉄道が利用された。ゴルバチョフのペレストロイカで冷戦末期だったために西ドイツ、東ドイツ経由が許された。
近年ロシアで日本車の需要や中華人民共和国の経済成長でシベリア鉄道の貨物の需要が高まっており、中華人民共和国とドイツを結ぶ初の貨物列車「北京 - ハンブルク コンテナ特急」が運行された。BRICSのロシアや中華人民共和国と、NEXT11の韓国は直通運転を試みているが、北朝鮮が直通運転の障壁であり、ロシアのドミートリー・メドヴェージェフ大統領と李明博韓国大統領は対北朝鮮政策やシベリア開発を会談した。
北京 - モスクワの列車は2種類存在しており、1つはウランバートル経由の中華人民共和国車両で緑色の車体、もう1つは満洲里経由のロシア車両であり、臙脂と白色の新型客車で内装はかなり豪華である。ロシア・モンゴルと中華人民共和国・北朝鮮は線路の幅（軌間）が異なるため国境付近のザバイカリスク駅で台車ごと交換する。また国ごとに食堂車は付け替えられる。つまり中華人民共和国、モンゴル、ロシアの食事が楽しめる。
ちなみにこの北京 - モスクワは旧ソ連時代から走っており、中ソ対立で関係が悪くなっても運休することなく走っていた。中華人民共和国と直通があるシベリア鉄道の駅名は、中国語では基本的にそのまま当て字が多い。例えば、符拉迪沃斯托克＝ウラジオストク、赤塔II＝チタII、泰謝特＝タイシェトなどとなる。満洲里の隣の駅のザバイカリスク駅は「后貝加尔」と中国人に読みやすくするための短い当て字であり、ノヴォシビルスクはロシア語で「新しいシベリア」という意味であるため中国語では「新西伯利亜」という漢字に合った当て字であり、中国語の当て字の難しさを窺わせる。
世界最長距離列車は前述の「ロシア号」モスクワ - ハサン - 平壌の列車だったが、経済的に貧しい北朝鮮国内での線路整備の悪化で、北朝鮮区間の運行は打ち切られた。ただし海外サイトではつい最近でもロシア号に連結されている1両編成の北朝鮮客車がロシア語・朝鮮語の「平壌-モスクワ」というサボを掲げながらロシアのハサンまで走っており、そこから平壌行きの北朝鮮車両が接続していると推測される。北朝鮮の金正日総書記も飛行機利用を避け、シベリア鉄道を経由してモスクワまで特別列車で訪問したことがある。
53・54列車のハリコフ（ウクライナ） - ウラジオストクの列車が9657kmの現在運行中の世界最長距離列車でウクライナ車両（ウクライナ国旗色）を使用しており、極東ロシアではるか東欧のウクライナからの客車が見られる。
しかし国際列車が走っているにもかかわらずシベリア鉄道沿線の駅名板などには英語表記がないため、ロシア語の会話集とシベリア鉄道の旅行ガイドブックがなければかなり苦労する。また車掌も乗客も英語が話せない人が多い。

## シベリア鉄道に関連した作品
- ドキュメンタリー
  - NHK特集 名作100選 『シベリア鉄道〜9,000キロ8日の旅〜』（1982年） ※ 前編・後編の2巻構成。
  - BSドキュメンタリー『シリーズ・シベリア鉄道2008』（2008年）
- 旅番組
  - 『世界・夢列車に乗って』#45〜#49（2009年）
- 映画
  - 『ドクトル・ジバゴ』
  - 『シベリア超特急』シリーズ
  - 『ゾンビ特急地獄行き』
- アニメ
  - 『OVERMANキングゲイナー』
  - 『BLOOD+』
  - 『聖剣使いの禁呪詠唱』
- 漫画
  - 『シベリア鉄道ハネムーン―9300キロ乗りっぱの旅―』かわむらゆきか　※『BE・LOVE』連載。
- バラエティ
  - 『雷波少年』ラストツアー（1999年） ※ Bluem of Youthが半年でシベリア鉄道を横断し、その間に運命の1曲を作り、日本武道館で公演に挑戦。
- 書籍
  - 『地球の歩き方A32 シベリア&シベリア鉄道とサハリン』
  - 『シベリア鉄道9400キロ』宮脇俊三
  - 『シベリア横断鉄道―赤い流星「ロシア号」の旅』 NHK取材班 ※上記ドキュメンタリーを書籍化したもの。番組化できなかったエピソード等の記載もある。
  - 『気まぐれ列車の時刻表』種村直樹
  - 『いつかモイカ河の橋の上で』中野吉宏
  - 『シベリア鉄道殺人事件』西村京太郎
  - 『ロシアの鉄道』秋山芳弘
  - 『ユーラシア・ブックレットNo.118　シベリア鉄道 —洋の東西を結んだ一世紀—』藤原浩
  - 『シベリア鉄道9300キロ』蔵前仁一
  - 『女三人のシベリア鉄道』森まゆみ
  - 『大いなる海へ』（訳者は鈴木主税、ハーモン・タッパーによる歴史小説。原題は"The great ocean;Siberian　and　the　Trans—Siberia Railway"）
  - 『女一匹シベリア鉄道の旅』『女一匹冬のシベリア鉄道の旅』織田博子
  - このほか、日ソ戦をテーマとした架空戦記小説には、極東ソ連軍の動脈であるシベリア鉄道破壊作戦がしばしば登場する（檜山良昭『ソ連本土決戦』、横山信義『鋼鉄の海嘯 樺太沖海戦2』など）。
- 歌
  - 『さらばシベリア鉄道』大瀧詠一/太田裕美
  - 『走れシベリア鉄道』「平島勉」
  - 『シベリアン レイルロード』「巽」
- ロシア語講座
  - NHK教育『テレビでロシア語』（2009年度下半期） ※2010年度〜2012年度再放送。